# Wapen van Sint-Michielsgestel (plaats)

Het wapen van Sint-Michielsgestel tot de gemeentelijke fusie van 1996, nu het dorpswapen van de gelijknamige plaats.

Het wapen van Sint-Michielsgestel (1817-1947)

Het  wapen van Sint-Michielsgestel  werd op 16 juli 1817 aan de toenmalige gemeente Sint-Michielsgestel toegekend. Dit wapen werd op 2 oktober 1947 vervangen door het wapen dat heden ten dage als dorpswapen wordt gebruikt. Het dorpswapen gold tussen 1947 en 1996 als gemeentewapen, sinds 16 augustus 1996 gebruikt de huidige gemeente Sint-Michielsgestel een ander wapen. Zie voor het eerdere en latere wapen het artikel over het gemeentewapen.
Het huidige dorpswapen werd in 1947 verleend naar aanleiding van een door de toenmalige gemeente Sint-Michielsgestel aangevraagde wapenherziening.

## Blazoenering
De blazoenering van het wapen van het dorp Sint-Michielsgestel luidt als volgt:
Gedeeld: I in lazuur een kruis van zilver, II in goud een beurtelings gekanteelde dwarsbalk van keel, Het schild gedekt door een gouden kroon van 3 bladeren en 2 parels. Als schildhouder, ter rechterzijde van het schild staande, de aartsengel St. Michaël met gelaat en handen van natuurlijke kleur, zwarte maliënkolder, waarvan de beneden helft over bedekt met een wit opperkleed, het hoofd gedekt door een zilveren helm, houdende in de rechterhand een vlammend zwaard met de punt naar beneden gericht, terwijl de linkerhand het schild vasthoudt.
Het schild is in tweeën gedeeld, het eerste deel (rechts, voor de kijkers links) toont een zilveren kruis in een blauw veld; het symbool voor de aartsengel Michaël. In het tweede veld (links, voor de kijker rechts) het wapen van de Heren van Herlaer. Naast het schild staat de aartsengel als zijnde de schildhouder van het wapen. Hij is gekleed in een zwarte maliënkolder met over de onderste helft van de maliënkolder een wit opperkleed. In plaats van het vlammende zwaard strijdvaardig naar boven te laten wijzen, wijst deze naar beneden. Met zijn linkerhand houdt Michaël het schild vast. Beide handen en zijn gezicht zijn van natuurlijke kleur. Op zijn hoofd een zilverkleurige helm, het zwaard is eveneens van zilver; op het heft na, dat is van goud.